# 大慈寺 (栃木市)
大慈寺（だいじじ）は、栃木県栃木市にある天台宗の寺院。
山号は小野寺山、院号は転法輪院。天平9年（737年）の開基を伝える。最澄（伝教大師）による六所宝塔の建立の地、円仁（慈覚大師）の修行の寺として有名である。天台宗の準別格寺に指定されている。

## 歴史

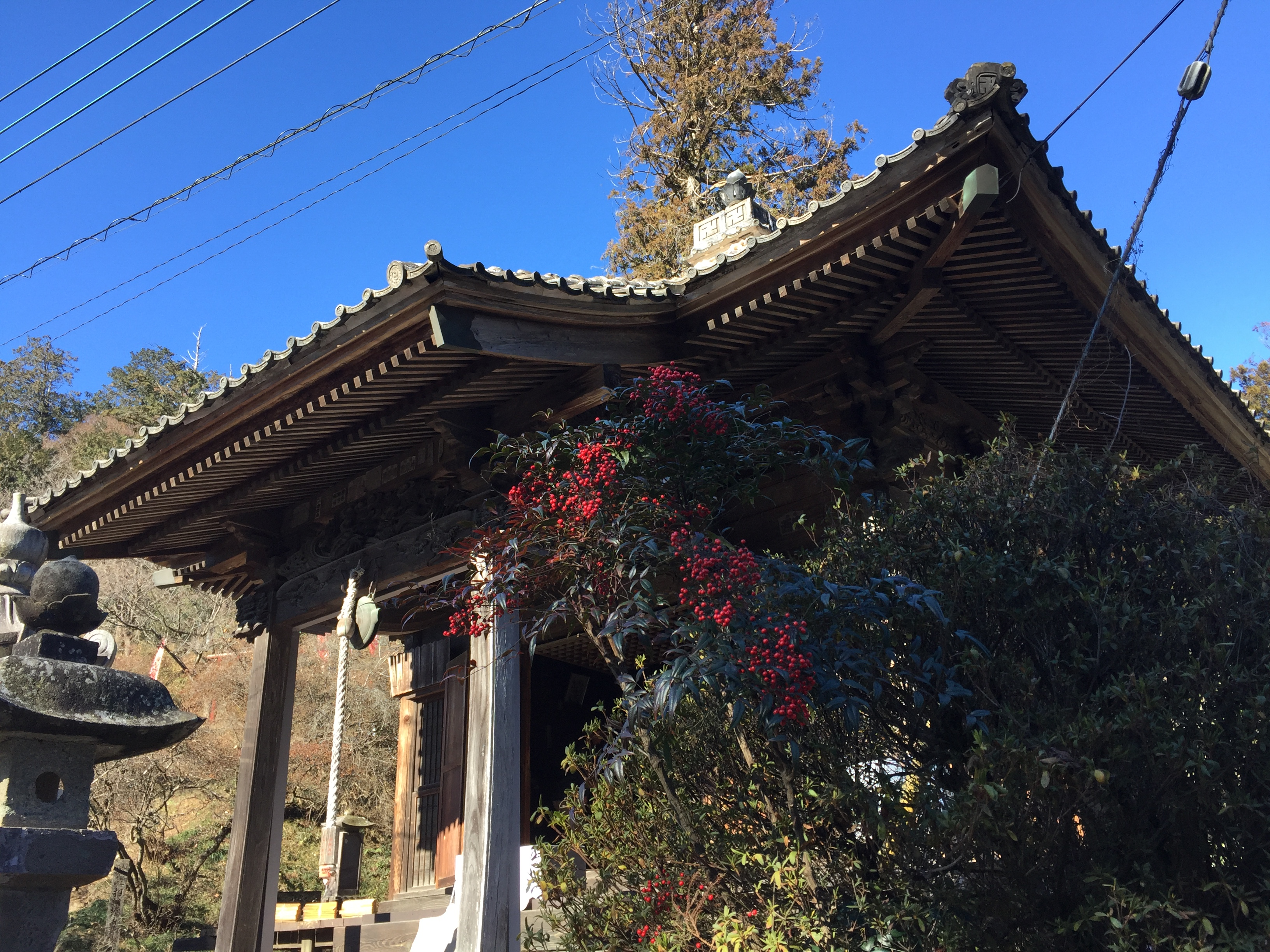
慈覚大師堂

創建の正確な時期は不明ながら、隣接する村檜神社境内からは奈良時代にさかのぼる古瓦が出土しており、この地に古代から寺院が存在し、東国における天台系仏教の拠点となっていたことは確かである。
寺伝によれば、大慈寺は天平9年（737年）に行基が開基した寺院で、二祖は道忠、三祖は広智とされる。道忠は鑑真の高弟で最澄とも親交があった僧であり、東国の化主と称された。広智のときに、大慈寺で修行していた円仁（慈覚大師、後の第三代天台座主）、安慧（後の第四代天台座主）などを最澄のもとへ弟子入りさせ天台教学を学ばせている。
弘仁8年（817年）、最澄（伝教大師）が弟子たちとともに東国を巡錫した際、当寺にて大乗戒の授与を行い、東国への天台布教の足場とした。また、法華経による国家鎮護のため、最澄が日本国内の6箇所に建立を計画した六所宝塔の1つが当寺に建てられた。
二度の火災（天正年間、弘化年間）などにあったが、絶えることなく今日まで法灯を伝えている。昭和39年3月3日にエドウィン・O・ライシャワー元駐日大使が参拝するために訪れた。

### 伝説など
- 当寺には小野小町に関わる伝説がある。伝説によれば、小町は大慈寺の本尊薬師如来に病気平癒の祈願をし、その結果治癒したため、終世大慈寺所在の小野寺の地に住んだとされる。境内に小町の碑があり、近隣には小野小町の墓と称するものも現存する。
- 時宗開祖一遍上人が来院し、雨宿りをしたとの伝承があり、『一遍上人絵伝』にも描かれている。
- 鐘楼があり、佐野房綱が鐘を奉納したという。その鐘は「開運の鐘」と呼ばれ、願い事の叶えられる鐘として信仰を集めた。

## 文化財
栃木県指定有形文化財
- 相輪橖（そうりんとう） - 最澄が建立した宝塔に起源をもつが、現存するものは享保10年（1725年）の再建。
- 銅製華鬘
- 銅造聖観音菩薩坐像

他に慈覚大師堂などの岩舟町指定文化財を有する。

## 主な行事
- 比叡山へ登る前に円仁（慈覚大師）が修行したことにちなみ、毎年成人の日（1月14日の命日に近い休日）に、「円仁まつり」を行い、円仁供養や護摩祈願、奉納公演などのイベントでにぎわう。
- 5月5日の子供の日には、月遅れで「花まつり」を行い、つつじの咲く中、野点などの行事を行う。
- 毎日、先祖供養（申込者、宗派不問）を経木塔婆にて行っている。
- 希望者がいれば、相談受付、歴史に関する法話なども行う。